# Лорет Енн Вайт
Лорет Енн Вайт (англ. Loreth Anne White) — південноафриканська канадська письменниця, авторка романтичних трилерів та любовних романів.

## Життєпис
Лорет Енн Вайт народилася у Південно-Африканській республіці. 16 років працювала в Південній Африці та Канаді репортеркою, журналісткою і редакторкою під ім’ям Лорет Бесветерік.
Тричі була номінована на премію RITA Award і була відзначена премією Daphne du Maurier Award. 2024 року здобула канадську літературну премію Артура Елвіса за роман «Щоденник покоївки».
Вайт є членкинею Канадської асоціації письменників трилерів, Американської асоціації письменників романтичного жанру та інших організацій.
Живе зі своєю родиною у Вістлері, Канада.

## Письменницька кар'єра
Письменницька кар’єра Лорет Енн Вайт почалася з любовних романів, але вона швидко зарекомендувала себе в жанрах романтичного саспенсу та трилера. Здобула визнання критиків завдяки своїй здатності поєднувати елементи таємничості та романтики, створюючи історії, які тримають читачів у напрузі. Її перший роман «Танення криги» вийшов 2003 року.
Перший серйозний успіх Вайт здобула завдяки роману «Темна принада» (2015), який хвалили за захопливий саспенс та яскраво зображених персонажів. Згодом вийшов роман «Потопельниці» (2017), перша книжка в серії про Енджі Паллоріно, яка ще більше зміцнила її репутацію майстрині романтичного саспенсу. Ця серія розповідає про детективку Енджі Паллоріно, яка успішно будує кар’єру у Відділі з розслідування насильницьких злочинів, одночасно змагаючись із власними внутрішніми демонами.
2019 року Вайт випустила окремий роман «Темні кістки», який заглиблюється в темні сторони життя маленького містечка та секрети, які зберігають люди. Роман добре прийняли за його напружену розповідь і сильне відчуття атмосфери.

### Окремі романи
- Темна принада (2015)
- У згасаючому світлі (2015)
- У безплідній землі (2016)
- У темряві (2019)
- На глибині (2020)
- Під мостом диявола (2021)
- Секрет пацієнта (2022)
- Щоденник покоївки (2023)
- Неспокійні кістки (2024)
- Плавець (2024)

### Серія

#### Серія «Солдати тіні»
1. Серце найманця (2006)
2. Викуп султана (2006)
3. Правила повторних заручин (2006)
4. Зваблення найманця (2007)
5. Серце ренегата (2008)

#### Серія «Дика країна»
1. Мисливець на людей (2008)
2. Нерозкрита справа (2009)

#### Серія «Королі Сахари»
1. Наказ шейха (2010)
2. Помста шейха (2012)
3. Порятунок хірурга шейха (2012)
4. Вартові принцеси (2012)

#### Серіал «Енджі Паллоріно»
1. Потопельниці (2017)
2. Колискова дівчина (2017)
3. Дівчина в моху (2018)

#### Серія «Темна принада»
1. Темні кістки (2019)

## Переклади українською
2025 року у «Видавництві Старого Лева» вийшов український переклад роману «Щоденник покоївки». Перекладачка — Наталія Гоїн.

## Зовнішні посилання
- Офіційний сайт
- Biography and Bibliography at "Fantasticfiction"
- Biography and Bibliography at "Goodreads"
- Biography at Official Website [Архівовано 2018-11-05 у Wayback Machine.]
- Biography and Bibliography at "Book Series in Order"